# Calle de Pinilla

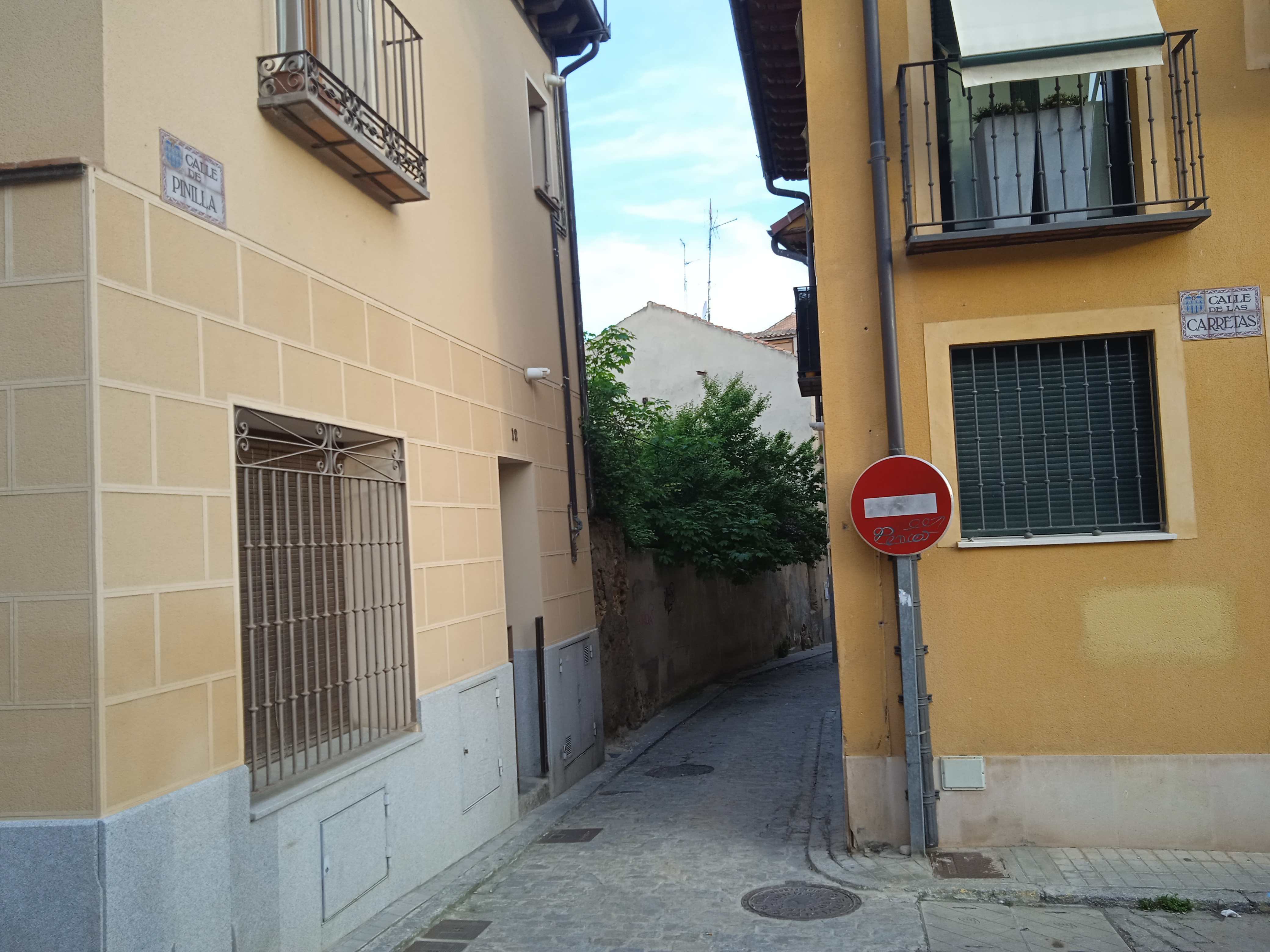
Acceso a la Calle Pinilla desde la Calle de Carretas

La calle de Pinilla es una vía pública de la ciudad española de Segovia.

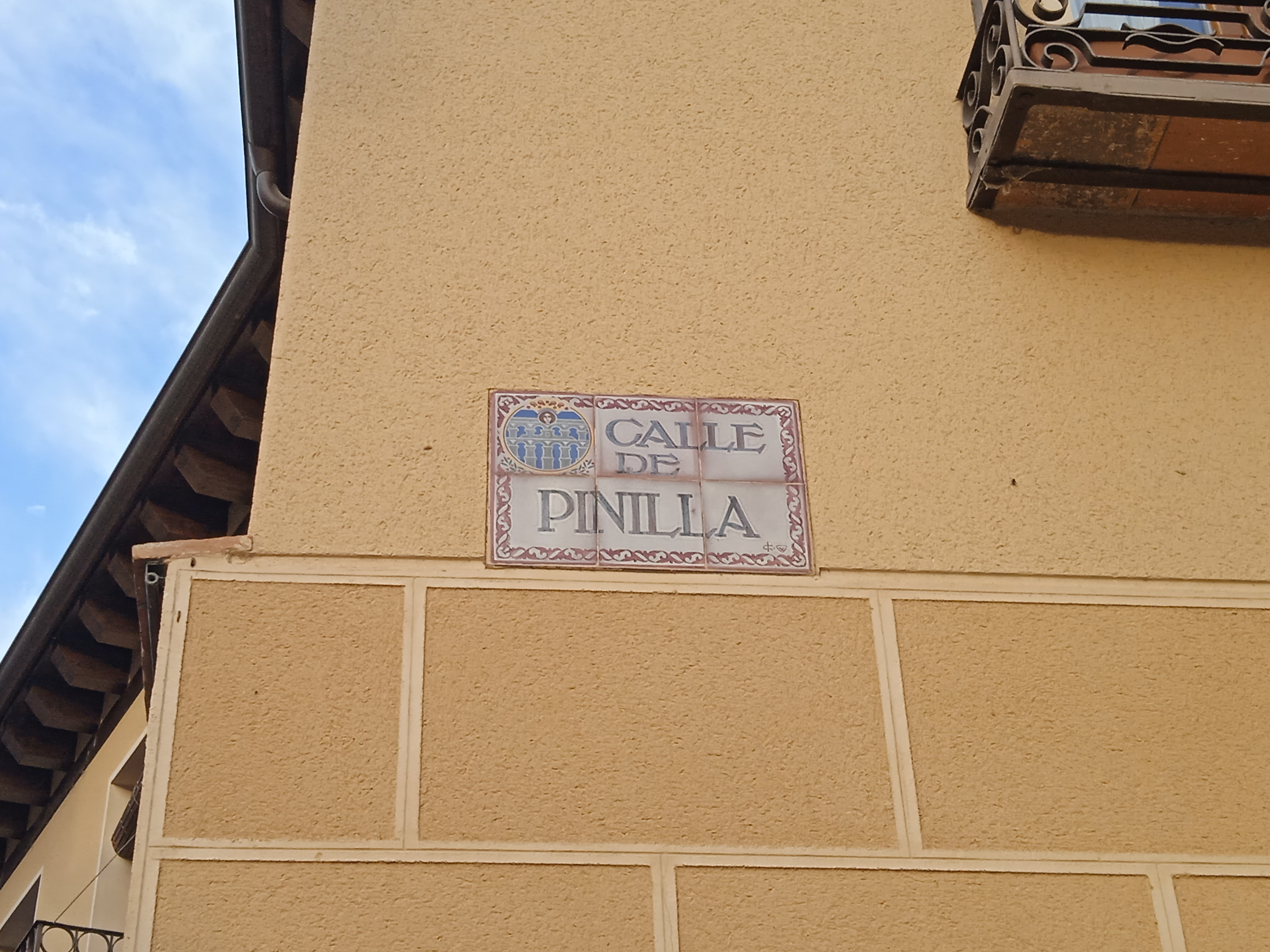
Letrero de la calle de Pinilla

## Descripción
La vía, cuyo título es de origen incierto, conecta la calle de Carretas con la del Teniente Ochoa. Aparece descrita en Las calles de Segovia (1918) de Mariano Sáez y Romero con las siguientes palabras:

Pinilla.—Se halla comprendida entre las calles de Carretas y de Caballares. Ignoramos por qué se llama así. Se ha dicho que lo es por un tal Pinilla, persona limosnera, campechana y muy querida de los vecinos de este barrio de San Millán, que vivía en esta calle. No lo sabemos y así nos ponemos a cubierto de los que nos censuren por señalar algún falso origen.
(Sáez y Romero, 1918, p. 131)